# Cynometra insularis
Cynometra insularis là một loài rau đậu thuộc họ Fabaceae.
Loài này chỉ có ở Fiji.